# Iglesia de Santa Ana (Tuyo)
La iglesia de Santa Ana es un edificio situado en el concejo español de Tuyo, en la provincia de Álava.

## Descripción
El edificio se encuentra en el concejo español de Tuyo, del municipio de Ribera Alta, perteneciente a la provincia de Álava, en la comunidad autónoma del País Vasco. Se menciona como iglesia parroquial del lugar en el decimoquinto volumen del Diccionario geográfico-estadístico-histórico de España y sus posesiones de Ultramar de Pascual Madoz, donde aparece descrita con las siguientes palabras: «igl. parr. bajo la advocacion de Sta. Ana, servida por 2 beneficiados». En el tomo de la Geografía general del País Vasco-Navarro dedicado a Álava y escrito por Vicente Vera y López, se dice lo siguiente: «Su parroquia, dedicada á Santa Ana, es de categoría rural de primera clase y pertenece al arciprestazgo de La Ribera».